# Frank Steyaert
Frank Steyaert (Dendermonde, 1953) is een Belgische beeldende kunstenaar die zich specialiseerde in Keramiek.

## Biografie
Zijn vader had een bedrijf in bouwmaterialen en daarom studeerde Steyaert eerst bouwkundig tekenaar te Aalst. Na de onteigening van het familiebedrijf studeerde hij keramiek te Aalst en later keramiek en juweelkunst aan de academie te Antwerpen en later nog aan het Nationaal Hoger Instituut te Antwerpen.
Tussen 1975 en 2010 was hij lesgever aan de academies van Deinze, Liedekerke, Lokeren en Dendermonde.
In 1985 kon hij 2 huisje kopen in het Prinsenhof en restaureerde deze tot en woning en kunstgalerij.
Momenteel is hij lid van de "International Academy of Ceramics" in Genève en dit reeds sinds 1986.
Daarnaast was Steyaert reeds drie keer curator voor de Triënnale voor Glas en keramiek in Mons.

## Tentoonstellingen
Deze lijst is een greep uit het overzicht van tentoonstellingen.
- Design Museum Gent : "Hommages" (26 mei 1992 - 28 februari 1993)[2]
- Museum für  Moderne Keramik Deidesheim (Duitsland) : “Frank Steyaert” (1985)
- Biennale de Châteauroux 91 (1991)

## Erkentelijkheid
- 1972 : Pro Civitate van het Gemeentekrediet.[3]
- 1980 : 1ste prijs Provinciale Prijs Oost-Vlaanderen
- 1982 : 1ste prijs Grote Nationale Prijs voor Keramiek
- 1982 : Prijs van de President van de Republiek op de Internationale Keramiekwedstrijd in Faënza (Italië)[4]
- 1985 : Prijs van het Italiaanse Ministerie van Cultuur, op internationale Keramiekwedstrijd in Faënza
- 1985 : Prijs van het Ministerie van Cultuur van de Vlaamse Gemeenschap ter waardering van zijn artistieke loopbaan
- 1986 : Onderscheiding van het Ministerie van Cultuur  van de Vlaamse Gemeenschap ter waardering van zijn kunstenaarschap.
- 1989 : "Golden Award" op het International Designer Challenge te Brussel (samen met Dirk Steyaert)
- 1995 : Prix Fondation Ikea op de "Triënnale de la Porcelaine" in Nyon (Zwitserland)
- 2012 : Cultuurprijs Lebbeke 2012 als bekroning van een gehele loopbaan[5]